# Boreomysis acuminata
Boreomysis acuminata är en kräftdjursart som beskrevs av O. Tattersall 1955. Boreomysis acuminata ingår i släktet Boreomysis och familjen Mysidae. Inga underarter finns listade i Catalogue of Life.